# Leandro Tatu
Leandro Ângelo Martins (* 26. April 1982 in Vitória), auch Leandro Tatu genannt, ist ein ehemaliger brasilianischer Fußballspieler.

## Karriere
Leandro Ângelo Martins erlernte das Fußballspielen in den brasilianischen Jugendmannschaften vom EC Noroeste und Estrela do Norte FC. Von 2004 bis 2005 stand er bei Internacional Porto Alegre in Porto Alegre unter Vertrag. Von hier aus wurde er nach Portugal zum Associação Naval 1893 nach Figueira da Foz ausgeliehen. Mit dem Verein spielte er in der zweiten Liga. Am Ende der Saison wurde er mit dem Verein Vizemeister und stieg in die erste Liga auf. Von Mitte 2005 bis Mitte 2011 spielte er für die portugiesischen Vereine Leixões SC, Desportivo Aves, FC Paços de Ferreira, CD Santa Clara und SC Beira-Mar. 2009 stand er mit dem FC Paços de Ferreira im Endspiel der Taça de Portugal. Das Finale verlor man gegen den FC Porto mit 1:0. Mitte 2011 ging er nach Rumänien, wo er einen Vertrag beim Erstligisten CSA Steaua Bukarest in der Hauptstadt Bukarest unterschrieb. 2013 wurde er mit dem Klub rumänischer Fußballmeister. Im gleichen Jahr gewann er mit Steaua den rumänischen Supercup. Das Spiel gegen Petrolul Ploiești gewann man mit 3:0. 2014 zog es ihn nach Thailand. Hier unterschrieb er einen Vertrag bei Bangkok United. Der Verein aus der Hauptstadt Bangkok spielte in der ersten Liga des Landes, der Thai Premier League. 2016 wurde er mit Bangkok United thailändischer Vizemeister. Nach 78 Erstligaspielen und 17 geschossenen Toren wurde er Anfang 2017 vom Zweitligisten PTT Rayong FC aus Rayong verpflichtet. Hier spielte er die Hinrunde. Nach der Hinrunde ging er wieder nach Portugal, wo er sich dem AC Marinhense aus Marinha Grande anschloss. Ende Januar 2018 beendete er seine Karriere als Fußballspieler.

## Erfolge
Associação Naval 1893
- Segunda Liga: 2004/05 (Vizemeister)  ▲

FC Paços de Ferreira
- Taça de Portugal: 2009 (Finalist)

CSA Steaua Bukarest
- Liga 1 (Rumänien): 2012/2013
- Supercupa României: 2013

Bangkok United
- Thai Premier League: 2016 (Vizemeister)